# Thomas Cooray
Thomas Benjamin Cooray (ur. 28 grudnia 1901, Periyamulla Negombo, archidiecezja Colombo, zm. 29 października 1988, Tewate Ragama) - duchowny katolicki Sri Lanki, arcybiskup Colombo, kardynał.

## Życiorys
Studiował w Kolegium Św. Józefa i Kolegium Uniwersyteckim w Colombo oraz w Papieskim Międzynarodowym Athenaeum Angelicum w Rzymie. Wstąpił do zakonu Oblatów Niepokalanej Maryi (O.M.I.), przyjął święcenia kapłańskie 23 czerwca 1929 w Colombo. W latach 1931–1945 pracował jako duszpasterz w archidiecezji Colombo. 14 grudnia 1945 został mianowany arcybiskupem tytularnym Preslavo, jednocześnie koadiutorem Colombo; przyjął sakrę biskupią 7 marca 1946 w Colombo (z rąk arcybiskupa Leo Kierkelsa, delegata apostolskiego w Indiach). 26 lipca 1947 został arcybiskupem Colombo. 16 maja 1954 papież Pius XII nadał mu tytuł asystenta Tronu Papieskiego.
Uczestniczył w obradach Soboru Watykańskiego II (1962–1965). 22 lutego 1965 papież Paweł VI wyniósł go do godności kardynalskiej, nadając tytuł prezbitera SS. Nereo e Achilleo. Wielokrotnie uczestniczył w sesjach Światowego Synodu Biskupów w Watykanie (1967, 1969, 1971, 1974). 2 września 1976 złożył rezygnację z dalszych rządów archidiecezją Colombo. Brał udział w obu konklawe 1978, w grudniu 1981 ukończył 80 lat i utracił prawo udziału w wyborze papieża.